# Bible
Pour les articles homonymes, voir Bible (homonymie).
La Bible (littéralement « le livre ») est un terme générique désignant l'ensemble des textes sacrés des chrétiens. Par extension, il peut aussi désigner le Tanakh, l'ensemble des textes sacrés des juifs.
La Bible chrétienne, qui connaît plusieurs canons selon les époques et les confessions, se compose généralement des écrits de l'Ancien Testament (constitué du Tanakh repris tel quel par les églises protestantes mais augmenté des livres deutérocanoniques pour les catholiques) et des écrits du Nouveau Testament (généralement constitué des quatre Évangiles canoniques, des Actes des Apôtres, des Épîtres et de l'Apocalypse de Jean). La Bible hébraïque se compose quant à elle de trois parties (la Torah (la Loi), les Nevi'im (les Prophètes) et les Ketouvim (les Écrits)) dont le titre forme en hébreu l'acronyme TaNaKh (תנ״ך).
Les textes constitutifs des différents canons, pour certains fragmentaires, sont de nature très variée : récits des origines, textes législatifs, récits historiques, textes sapientiaux, prophétiques, poétiques, hagiographies, épîtres.
Les chercheurs estiment que leur rédaction s’est échelonnée entre les VIIIe et IIe siècles av. J.-C. pour l'Ancien Testament et jusqu'à la seconde moitié du Ier siècle, voire le début du IIe siècle pour le Nouveau Testament.
Rédigée en hébreu, la Bible hébraïque a été traduite en grec ancien à Alexandrie entre IIIe et IIe siècles av. J.-C. Cette traduction, connue sous le nom de Septante, a été utilisée au tournant du Ve siècle par Jérôme de Stridon pour compléter sa propre traduction en latin (la Vulgate), puis, au IXe siècle, par les « apôtres des Slaves » Cyrille et Méthode pour établir une traduction en vieux-slave (à l'origine de la Bible orthodoxe). Depuis lors, ces textes ont été traduits à de très nombreuses reprises dans un très grand nombre de langues.

## Étymologie
Le mot « bible » vient du grec ancien biblos ou biblion correspondant à l'hébreu sépher — « livre » — qui a donné τὰ βιϐλία (ta biblia), un substantif au pluriel qui signifie « les livres », soulignant son caractère multiple, qui est traité par les auteurs médiévaux en latin comme un féminin singulier, biblia, avec pour pluriel bibliae, par lequel il passe dans la langue française.
Le mot « Testament », traduit du latin testamentum, correspond lui au mot grec διαθήκη, diathêkê, qui signifie « convention » ou « disposition écrite » avant de recouvrir une acception littéraire spécifique au sens de « testament philosophique », un sens que retient la Septante pour traduire le terme hébreu berith, « alliance », qui correspond pourtant davantage au grec sunthêkê. Le déplacement sémantique du terme en tant que « testament » littéraire s'opère chez les auteurs chrétiens dès le IIIe siècle, traduit alors par le terme juridique latin testamentum qui est repris ensuite dans toutes les langues.

## Canons bibliques

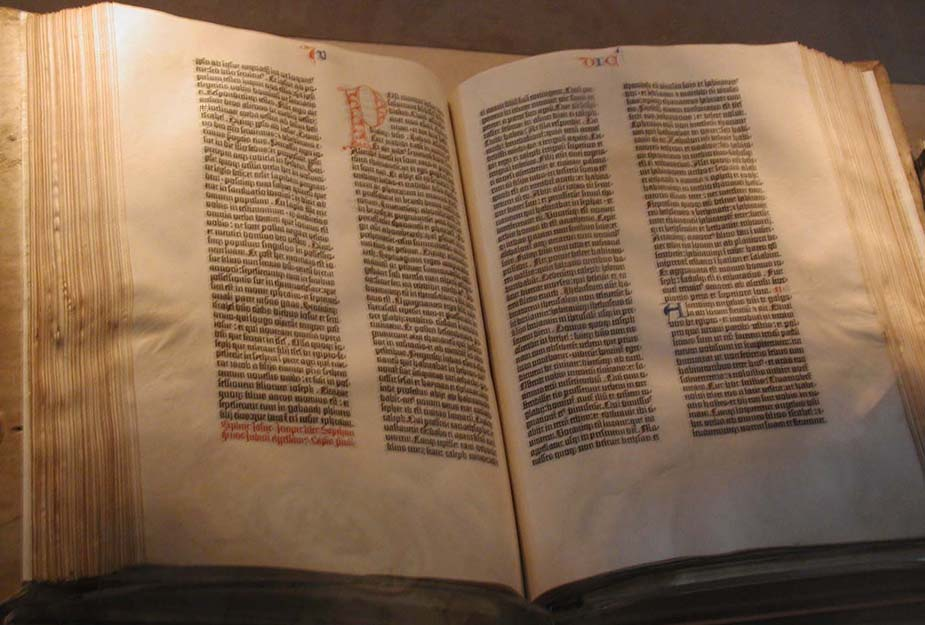
La Bible de Gutenberg (Vulgate), première Bible imprimée, Bibliothèque du Congrès, Washington.

Le corpus biblique réunit plusieurs livres d'origines diverses d'où le pluriel originel du mot « Bible ». Dès le début de sa formation, il existe plusieurs collections canoniques concurrentes de la Bible, chacune étant défendue par une communauté religieuse différente. Le mot canon (en grec ancien, κανών signifie règle) est utilisé dès le IVe siècle pour désigner la liste des livres reconnus par une communauté (ou Église).
Les « canons » primitifs les plus importants sont sans doute ceux de la Bible hébraïque (canon massorétique) qui est reconnu par le judaïsme (rabbinique et karaite), et celui de la Bible grecque (Septante) qui est, quant à lui, reconnu par la plupart des Églises d'Orient et d'Occident. La Bible hébraïque, appelée Tanakh, se compose de trois parties : la Loi (Torah), les Prophètes (Nevi'im) et les Écrits (Ketouvim). La Bible grecque se compose quant à elle de quatre parties : le Pentateuque, les Livres historiques, les Hagiographes et les Prophètes. À partir du milieu du IIe siècle, les chrétiens ont nommé cette dernière liste de livres l'Ancien Testament pour la distinguer de leur propre collection : le Nouveau Testament. La Septante diffère de la Bible hébraïque non seulement par la langue utilisée, mais aussi par le fait qu'elle incorpore des livres supplémentaires, dits « deutérocanoniques », et que le texte des livres « canoniques » diverge parfois. De plus, l'ordre et l'importance des livres ne sont pas les mêmes dans les deux canons.
Les trois différentes parties de la Bible hébraïque sont canonisées et leur texte est relativement stabilisé en plusieurs étapes : d'abord la Torah (Ve siècle av. J.-C.), puis les Nevi'im (IVe siècle av. J.-C.), et enfin les Ketouvim (Ier siècle av. J.-C.). Le texte « protomassorétique » (précurseur du texte massorétique) est définitivement stabilisé à la fin du Ier siècle. Les textes du Nouveau Testament, quant à eux, sont rédigés entre le milieu du Ier et le début du IIe siècle, mais leur canonisation n'a lieu qu'au cours des IIIe et IVe siècles.

### Canon de la Bible hébraïque

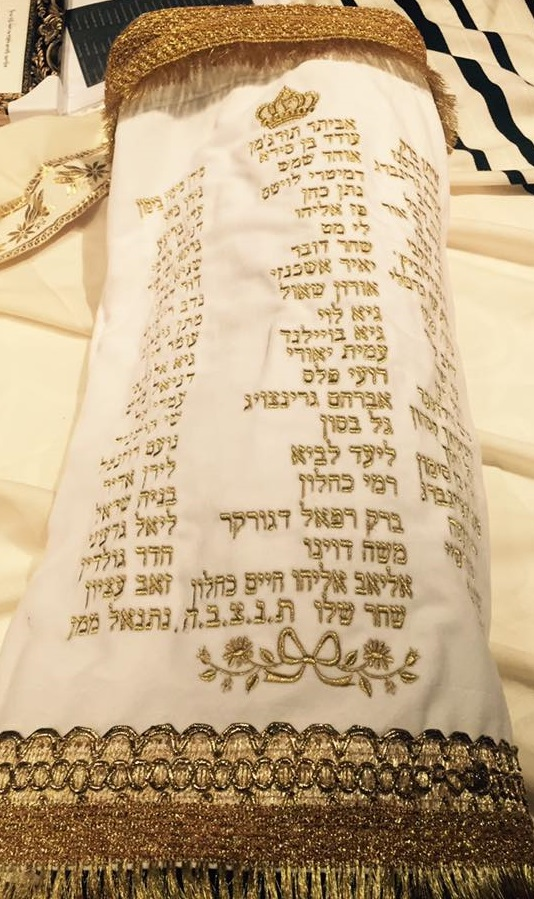
Un rouleau de la Torah.

La Bible hébraïque est écrite en hébreu avec quelques passages en araméen. Ce canon, fixé par les massorètes, se compose des parties suivantes (entre parenthèses, l'appellation chrétienne dans l'Ancien Testament d'après le regroupement adopté par la TOB) :
- La Torah ou Loi (Le Pentateuque) : Bereshit (Genèse), Shemot (Exode), Vayiqra (Lévitique), Bamidbar (Nombres) et Devarim (Deutéronome).
- Les Nevi'im ou « Prophètes » (Les livres prophétiques) :
  - Prophètes « antérieurs » (Les « Livres historiques ») : Josué, Juges, I-II Samuel et I-II Rois ;
  - Prophètes « postérieurs » (Les « Prophètes ») : Isaïe, Jérémie et Ézéchiel ;
  - Les « douze petits prophètes » ou XII (idem) : Osée, Joël, Amos, Abdias, Jonas, Michée, Nahum, Habacuc, Sophonie, Aggée, Zacharie et Malachie.
- Les Ketouvim (Les autres Écrits) :
  - Les livres poétiques : Psaumes, Proverbes, Job ;
  - Les cinq rouleaux : Cantique des Cantiques, Ruth, Lamentations, Ecclésiaste, Esther ;
  - Prophétie : Daniel ;
  - Histoire : Esdras, Néhémie, I-II Chroniques.

### Canon de la Septante
Le Pentateuque (recueil des cinq livres de la Torah) fut traduit en grec à Alexandrie au IIIe siècle av. J.-C. Selon une légende rapportée par la Lettre d'Aristée et amplifiée depuis, la traduction en grec de la Torah, dite « des Septante » ou « alexandrine », serait l'œuvre de soixante-douze savants juifs, six par tribu, qui, à la demande des autorités grecques d'Égypte (et isolés pendant soixante-douze jours, selon certaines versions), aboutirent à un texte commun.

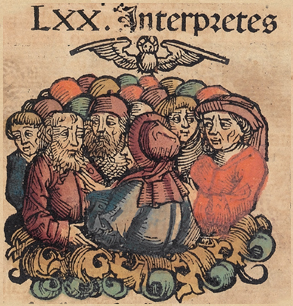
Les traducteurs de la Septante inspirés par le Saint-Esprit, illustration de La Chronique de Nuremberg, 1493.

Cette traduction devait être reçue comme ayant autant de valeur que l'œuvre originale, malgré certaines critiques. Elle fut conservée à la bibliothèque d'Alexandrie avec les « Lois » : à cette époque, elle ne relève pas de la religion, mais du droit coutumier du peuple juif. Toujours est-il que le nom de « Septante » est resté à cette traduction commencée au IIIe siècle av. J.-C., et à toute la Bible grecque par extrapolation. Les autres livres de la Bible hébraïque ont été traduits en grec au fil des siècles suivants. Certains livres ou passages ont été écrits directement en grec.
Ce corpus, largement répandu dans la diaspora juive hellénophone du Ier siècle, sera adopté tel quel par les apôtres et par les premiers chrétiens, et constitue l'Ancien Testament de l'époque.
Lors de l’instauration du judaïsme rabbinique, pour se démarquer du christianisme naissant, le texte grec est abandonné dans le monde juif au profit du texte hébreu, pour des raisons à la fois linguistiques et religieuses. Après avoir été la version la plus répandue dans le monde juif hellénistique, la Septante devient l'Ancien Testament des chrétiens. Dès lors, le judaïsme la rejette de plus en plus à partir de la fin du Ier siècle.
Dans le monde chrétien occidental, en revanche, la Septante continue d'être la référence et connaît plusieurs traductions en latin. Elle n'est remplacée par la Vulgate que tardivement, au VIIIe siècle. Dans les Églises d'Orient, pour lesquelles la langue sacerdotale est le grec, la Septante est restée le texte de référence pour les traductions.
Le canon de la Septante accepté par les chrétiens se compose de quatre parties :
- Le Pentateuque (les « cinq livres de Moïse ») : Genèse, Exode, Lévitique, Nombres, Deutéronome ;
- Les « Livres historiques » : Josué, Juges, Ruth, I-II Samuel (I-II Règnes), I-II Rois (III-IV Règnes), I-II Chroniques (I-II Paralipomènes), Esdras, Néhémie, Esther#, Tobie*, Judith*, I-II Maccabées* ;
- Les « Hagiographes » : Job, Psaumes, Proverbes, Ecclésiaste, Cantique des Cantiques, Sagesse de Salomon*, Siracide* ;
- Les Prophètes : Isaïe, Jérémie, Lamentations, Baruch*, Ézéchiel, Daniel#, Osée, Joël, Amos, Abdias, Jonas, Michée, Nahum, Habacuc, Sophonie, Aggée, Zacharie et Malachie.

Les livres présents dans le canon de la Septante et absents du canon massorétique sont appelés deutérocanoniques, et sont signalés ici par *. Les livres dont le texte a été complété par des ajouts grecs significatifs par rapport au texte massorétique sont signalés ici par #.

### Canons chrétiens

#### Livres Deutérocanoniques et Apocryphes de l'Ancien Testament

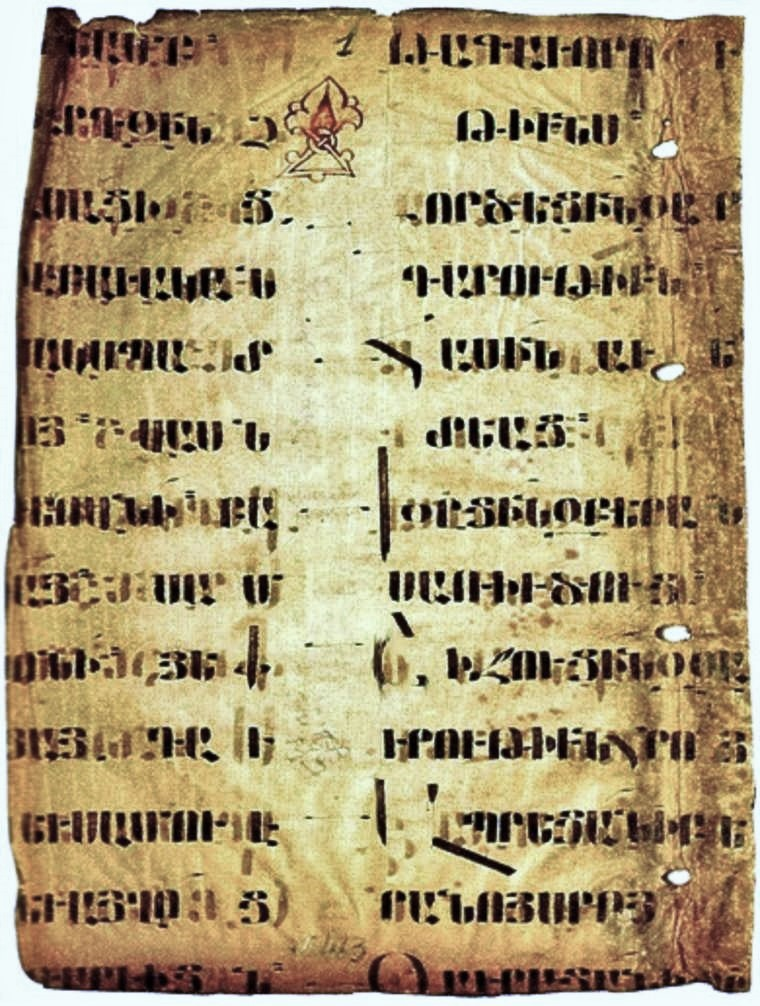
L'un des Antilegomena de Luther : l'Épître aux Hébreux. Manuscrit arménien du Ve siècle, Matenadaran.

Les livres deutérocanoniques sont des textes rédigés avant l'ère chrétienne qui ont été incorporés dans le canon de la Septante. Les confessions chrétiennes dites « traditionnelles », c'est-à-dire existant avant la Réforme (catholicisme et orthodoxie), les considèrent comme faisant partie de la Bible. Mais ces écrits n'ont pas été acceptés dans le canon par Luther, car il se fonde sur le texte massorétique de la Bible hébraïque, qui les exclut. Luther les juge néanmoins utiles. Il les nomme Antilegomena et les classe dans les dernières pages de sa Bible.
Ces livres de l'Ancien Testament sont rédigés en grec, comme l'ensemble des livres du Nouveau Testament. Ils sont dits « apocryphes » (du grec ἀπόκρυφος / apókruphos, « caché ») par les protestants et par des Pères de l'Église comme Augustin ou Jérôme. Les catholiques les nomment « deutérocanoniques », c’est-à-dire « secondaires dans le canon » (du grec δεύτερος / deúteros, « deuxième »), ce qui est définitivement confirmé au concile de Trente en 1546.
Certains des livres de la Septante ne sont pas deutérocanoniques. Ils ne sont reconnus par aucune Église et sont appelés « apocryphes de l'Ancien Testament» ou « pseudépigraphes » (écrits sous une fausse signature). Ils forment avec d'autres les « écrits intertestamentaires ». Il s'agit par exemple du Pasteur d'Hermas, d'abord présent dans le Nouveau Testament, puis retiré du canon biblique au IIIe siècle. L'Épître de Barnabé fut elle aussi présente dans le Nouveau Testament avant d'être retirée par décision conciliaire.

#### Nouveau Testament
Le Nouveau Testament se divise en plusieurs groupes de livres :
- les évangiles synoptiques (Matthieu, Marc, Luc), ainsi que les Actes des Apôtres, ce dernier texte étant une suite de l’évangile selon Luc[16] ;
- la littérature paulinienne, qui comprend les épîtres de Paul lui-même (Romains, 1 Corinthiens et 2 Corinthiens, Galates, Philippiens, 1 Thessaloniciens, Philémon), les épîtres deutéro-pauliniennes qui sont dues à ses disciples (2 Thessaloniciens, Éphésiens et Colossiens), les épîtres pastorales, dues à une tradition paulinienne plus tardive (1 Timothée et 2 Timothée, Tite), et l’épître aux Hébreux, qui n'est plus attribuée à Paul ni à ses disciples[17] ;
- le corpus johannique (évangile selon Jean, épîtres 1 Jean, 2 Jean, 3 Jean et Apocalypse) ;
- et les « épîtres catholiques » (Jacques, 1 Pierre et 2 Pierre, et Jude).

Ces livres sont généralement présentés selon l'ordre du canon occidental :
- les quatre évangiles canoniques (Matthieu, Marc, Luc, Jean) ;
- les Actes des Apôtres ;
- quatorze épîtres, dont sept sont de Paul de Tarse ;
- des « épîtres catholiques » attribuées à d'autres disciples : Pierre, Jacques le Juste, Jean et Jude ;
- l’Apocalypse.

## Versions anciennes

### La Vulgate

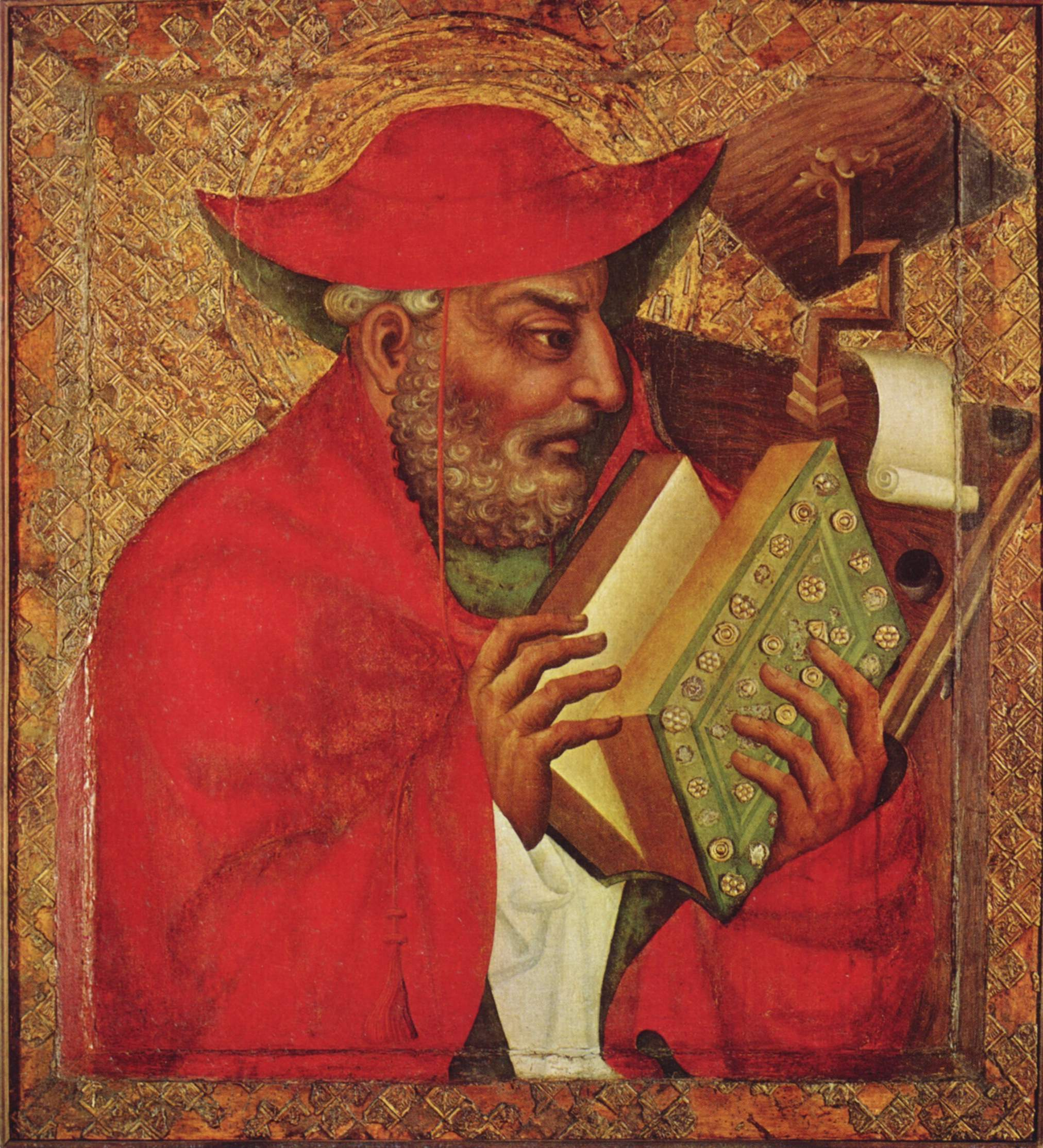
Saint Jérôme par maître Théodoric, couvent Sainte-Agnès, Prague.

À l'origine, la Bible chrétienne est écrite en grec, la Septante et le Nouveau Testament étant tous deux rédigés dans cette langue. Les chrétiens du monde latin ont cependant très tôt utilisé des traductions latines de ces livres. Ces traductions sont appelées Vetus Latina.
Au IVe siècle, Jérôme de Stridon critique les imperfections de la Vetus Latina et entreprend une nouvelle traduction en latin, commanditée selon ses dires par l'évêque de Rome Damase dont Jérôme, qui a été ordonné par un évêque schismatique, a été un collaborateur occasionnel. Il entame la traduction du Nouveau Testament en 382, trois ans avant celle de l'Ancien Testament pour proposer un texte connu depuis sous le nom de « Vulgate » et qu'il achève en 405.
Pour ce faire, il choisit tout d'abord de s'appuyer sur les Hexaples d'Origène, puis commence sa traduction à partir du texte hébreu, le seul inspiré d'après lui. Pour les Évangiles, la Vulgate utilise les manuscrits grecs. La traduction latine des textes qui constituent la fin du Nouveau Testament, y compris les épîtres pauliniennes ou du moins leur correction, sont attribuées essentiellement à un disciple de Jérôme prénommé Rufin, le plus souvent identifié à Rufin le Syrien.
Le travail de Jérôme, que ses pratiques ascétiques et ses approches théologiques situent en dehors des courants dominants de la Grande Église de l'époque, est rejeté par ses contemporains, religieux comme laïcs, qui vont jusqu'à questionner son orthodoxie. Ainsi, l'usage de la Vulgate ne se généralise pas avant le IXe siècle tandis que les copies de la Vetus Latina restent répandues parmi les clercs érudits jusqu'au XIIIe siècle.

### La Bible samaritaine
Les Samaritains (en hébreu moderne : Shomronim - שומרונים, c'est-à-dire « de Shomron », la Samarie ; ou « Israélites-Samaritains ») sont un peuple peu nombreux se définissant comme descendant des anciens Israélites, et vivant en Israël et en Cisjordanie. On appelle parfois leur religion le « samaritanisme ». À l'inverse, les Juifs orthodoxes les considèrent comme des descendants de populations étrangères (des colons assyriens de l'Antiquité) ayant adopté une version illégitime de la religion hébraïque.

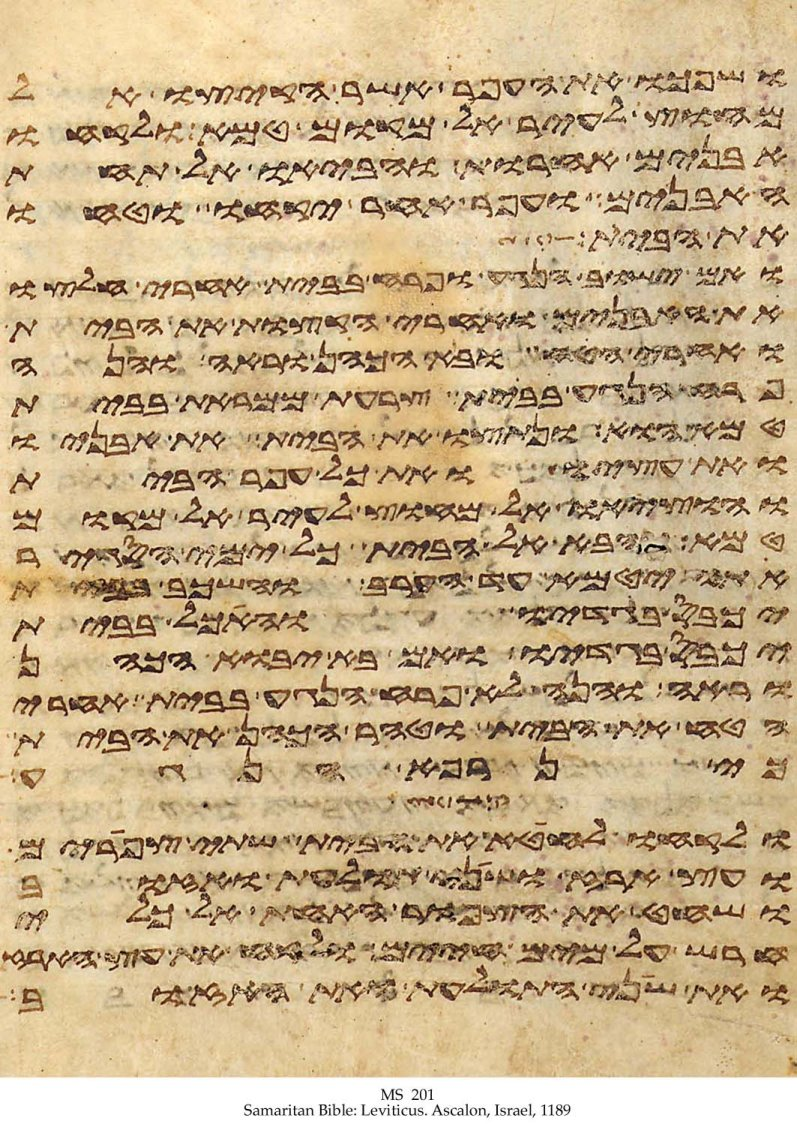
Le Lévitique écrit en alphabet samaritain, XIIe siècle.

Leur religion repose sur une version particulière du Pentateuque : la Bible samaritaine. Ils n'adoptent pas les autres livres de la Bible hébraïque, et sont donc des « observants » de la seule Torah.
Leur Pentateuque est très proche de celui des Juifs, mais il s'écrit en hébreu samaritain avec l'alphabet samaritain, une variante de l'ancien alphabet paléo-hébraïque abandonné par les Juifs. Il diffère de la Torah hébraïque par des différences de fond. Les plus importantes portent sur le statut du mont Garizim comme principal lieu saint en lieu et place de Jérusalem. Les Dix Commandements de la Torah samaritaine intègrent ainsi en dixième commandement le respect du mont Garizim comme centre du culte. Les deux versions des dix commandements existants dans le Tanakh juif (celle du Livre de l'Exode et celle du Deutéronome) ont été également uniformisées.
Afin de conserver les commandements au nombre de dix, le premier commandement hébraïque (« Je suis l'Éternel (YHWH), ton Dieu, qui t'ai fait sortir du pays d'Égypte, de la maison de servitude ») est considéré comme une simple présentation, le premier commandement samaritain devenant le deuxième commandement hébraïque : « Tu n'auras pas d'autres dieux devant ma face. » Pour les Samaritains, « les sages juifs ont fait de la présentation un commandement pour maintenir le nombre de ceux-ci à dix (le nombre de commandements est mentionné dans l'Exode, 34:28), après qu'ils ont corrigé leur version en retirant le dixième » relatif au mont Garizim.
Outre ces divergences fondamentales, il existe des variantes sur des détails de rédaction. Exception faite des désaccords sur le mont Garizim, ces différences rendent le Pentateuque samaritain plus proche de la version des Septante que du texte massorétique.

## Composition
La Bible est une compilation de plusieurs textes rédigés à différentes époques de l'histoire par divers auteurs, compilateurs et rédacteurs. La forme finale d'un livre est appelée en théologie forme canonique.

### Bible hébraïque

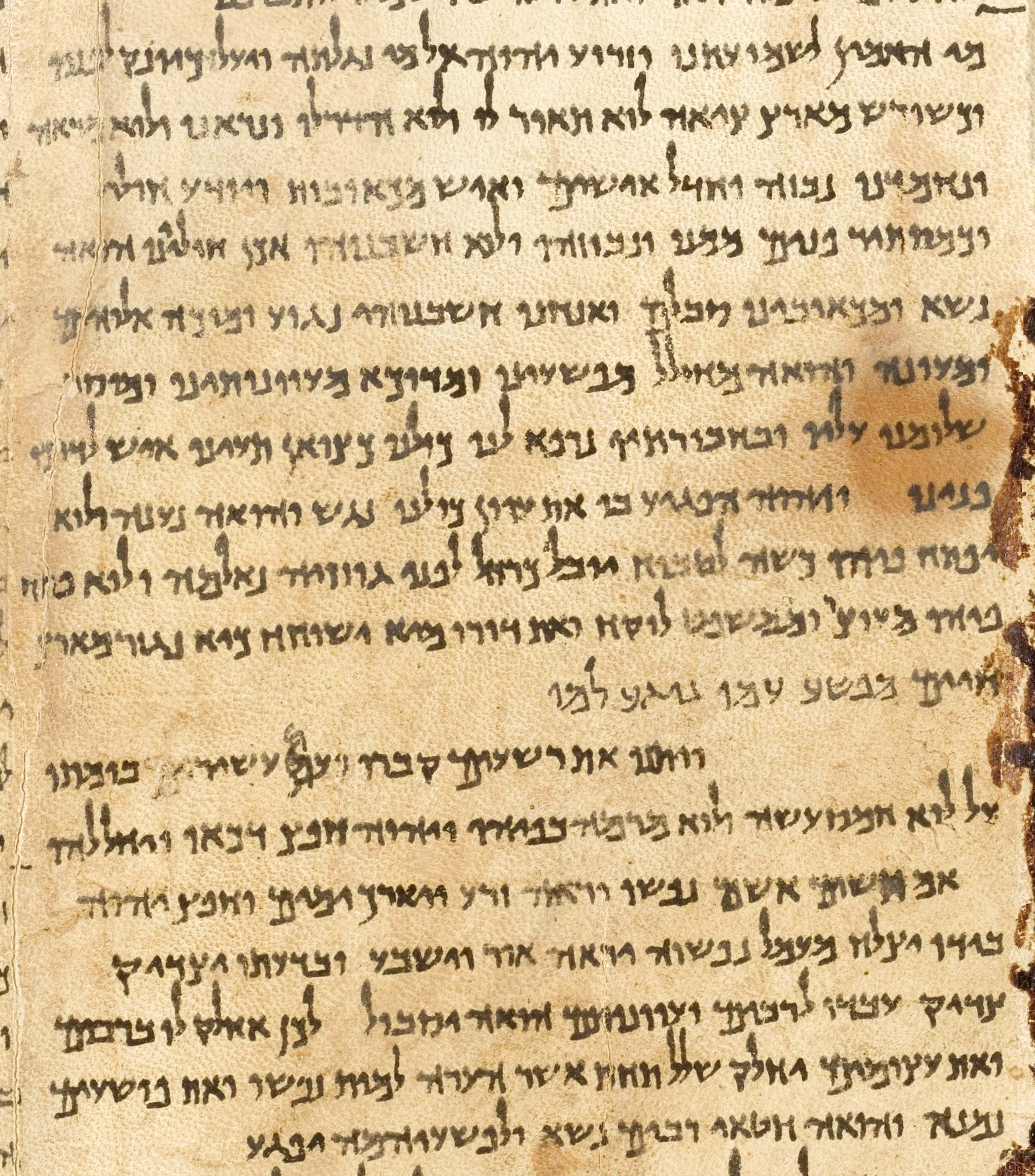
Grand Rouleau d'Isaïe : le chapitre 53, qui contient une partie des Cantiques du Serviteur. Le texte de ce manuscrit de la mer Morte est quasiment identique à la transcription massorétique.

Souvent citée, l'hypothèse documentaire défend l'idée que la Bible hébraïque est le résultat de trois ou quatre sources indépendantes. Dans les années 1960, on a considéré ces sources comme ayant été rédigées entre le Xe et le VIe siècle av. J.-C. et compilées ensuite. Cette hypothèse n'est aujourd'hui plus dominante,. La recherche actuelle penche en faveur d'une datation plutôt « basse » de la rédaction de la Bible. On identifie en général deux phases importantes d'écriture, entrecoupées de phases moins prolifiques. Ces phases s'articulent autour de l'exil à Babylone. La première débute juste après l'alphabétisation de Juda, c'est-à-dire entre la fin du VIIIe siècle av. J.-C. et le début du VIe siècle av. J.-C. La seconde, qui fait suite à une situation difficile pour la Palestine, se situe durant la période hellénistique, c'est-à-dire autour du IIIe siècle av. J.-C..
L'hypothèse d'une édition du Pentateuque à l'époque du rétablissement du judaïsme en Judée sous la domination perse (538-332 av. J.-C.) est largement répandue dans l'exégèse germanophone, en cohérence avec la documentation de l'attitude de l'Empire perse (pratique perse dite de l'« autorisation impériale », qui incitait les peuples soumis à rassembler leurs traditions légales dans un seul document qui formait alors la source du droit pour la province en question). Cela expliquerait pourquoi l'Ancien Testament semble être une sorte de « document de compromis », où se trouvent rassemblés les grands courants théologiques du judaïsme post-exilique.

### Rédaction du Nouveau Testament
La période de rédaction est très brève, approximativement entre les années 50 et 110.
La théorie dominante aujourd'hui sur l'écriture et la datation des Évangiles est celle dite « des deux sources ». Elle suppose que l'Évangile selon Marc (vers 60-70) est le plus ancien des trois synoptiques, et que Matthieu et Luc s'en sont inspirés quinze ou vingt ans plus tard, tout en utilisant une deuxième source : un recueil de paroles (logia) de Jésus.
L'Évangile selon Jean, rédigé une vingtaine d'années après Matthieu et Luc, semble dû à une « école » indépendante, la « communauté johannique », qui aurait aussi produit les épîtres attribuées à Jean et l'Apocalypse.
Les Actes des Apôtres forment la suite directe de l'Évangile selon Luc et sont du même auteur. Les épîtres pauliniennes reconnues comme étant de Paul sont au nombre de sept. Rédigées dans les années 50, elles constituent les textes les plus anciens du Nouveau Testament, et, partant, du christianisme. Les autres épîtres attribuées à Paul sont l'œuvre de ses disciples. L'Épître aux Hébreux date du dernier tiers du Ier siècle et l'identité de son auteur n'est pas connue avec certitude.

### Subdivisions

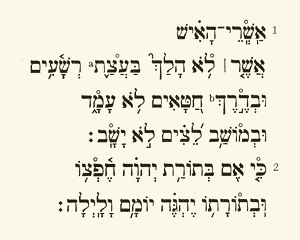
Le Psaume 1 dans la Biblia Hebraica Stuttgartensia

La Bible est découpée en livres qui sont divisés en chapitres et en versets.
Le découpage en chapitres date du XIIIe siècle, tandis que celui en versets, établi par les massorètes au Xe siècle, ne se répand qu'à partir du XVIe siècle,,.
En 1227, Étienne Langton, professeur à l'université de Paris puis archevêque de Cantorbéry, divise la Bible en chapitres ; auparavant, la taille du parchemin commandait la division. En 1250, le cardinal Hugues de Saint-Cher reprend cette division. Les versets sont créés par Robert Estienne en 1539, à l'occasion de l'impression de la Bible d'Olivétan, 2e édition. En 1555, paraît l'édition de la Vulgate latine par Robert Estienne ; il s'agit de la première Bible complète avec la numérotation actuelle des chapitres et des versets[réf. nécessaire]. Ce système permet de faire correspondre les versions hébraïque, grecque, latine et autres (pour autant qu'elles aient le même texte).
Dans les éditions récentes de la Bible, un petit nombre de versets de la division établie par Robert Estienne ont été supprimés ou remplacés par un point d'interrogation. Les manuscrits les plus anciens ne contenant pas ces versets (c'est également vrai pour certains mots), ils ont été écartés des textes admis comme fiables par les spécialistes. L'édition de référence pour le Nouveau Testament est le Novum Testamentum Graece de Nestle-Aland.

## Exégèse biblique

### Historicité de la Bible
Pour ce qui concerne les premiers livres de la Bible, de Genèse à Juges, les fouilles des lieux qui sont cités dans la Bible ne corroborent pas les faits qu'elle décrit. Par exemple, l'Exode, le séjour au désert pendant quarante ans et la conquête du pays de Canaan ne sont corroborés ni par l'archéologie ni par l'histoire écrite.
Plus on s’approche de la période de l’Exil (VIe siècle av. J.-C.), et plus le texte biblique s’accorde avec l’histoire bien attestée de la région du Levant. Ainsi, la Bible fait référence à la destruction du royaume d’Israël en -722, à la mort du roi Josias en -609, à la destruction du premier temple de Jérusalem en -587, puis à sa reconstruction vers -515.
Les découvertes scientifiques en géologie au XVIIIe siècle sur l'âge de la Terre, puis en biologie aux XVIIIe et XIXe siècles sur le transformisme et la théorie de l'évolution sont entrées en contradiction avec l'interprétation littérale du livre de la Genèse qui était la règle à cette époque.

### Exégèse dans le judaïsme
Au XIIe siècle, le rabbin et érudit juif Maïmonide, pourtant suspect de rationalisme, pose que le huitième des treize articles de foi est que la Torah a été donnée à Moïse, sa lecture littérale n'étant que le premier des Quatre sens de l'Écriture. La lecture du texte hébraïque de la Torah, ainsi réputé original, est au centre du judaïsme synagogal.[réf. nécessaire]

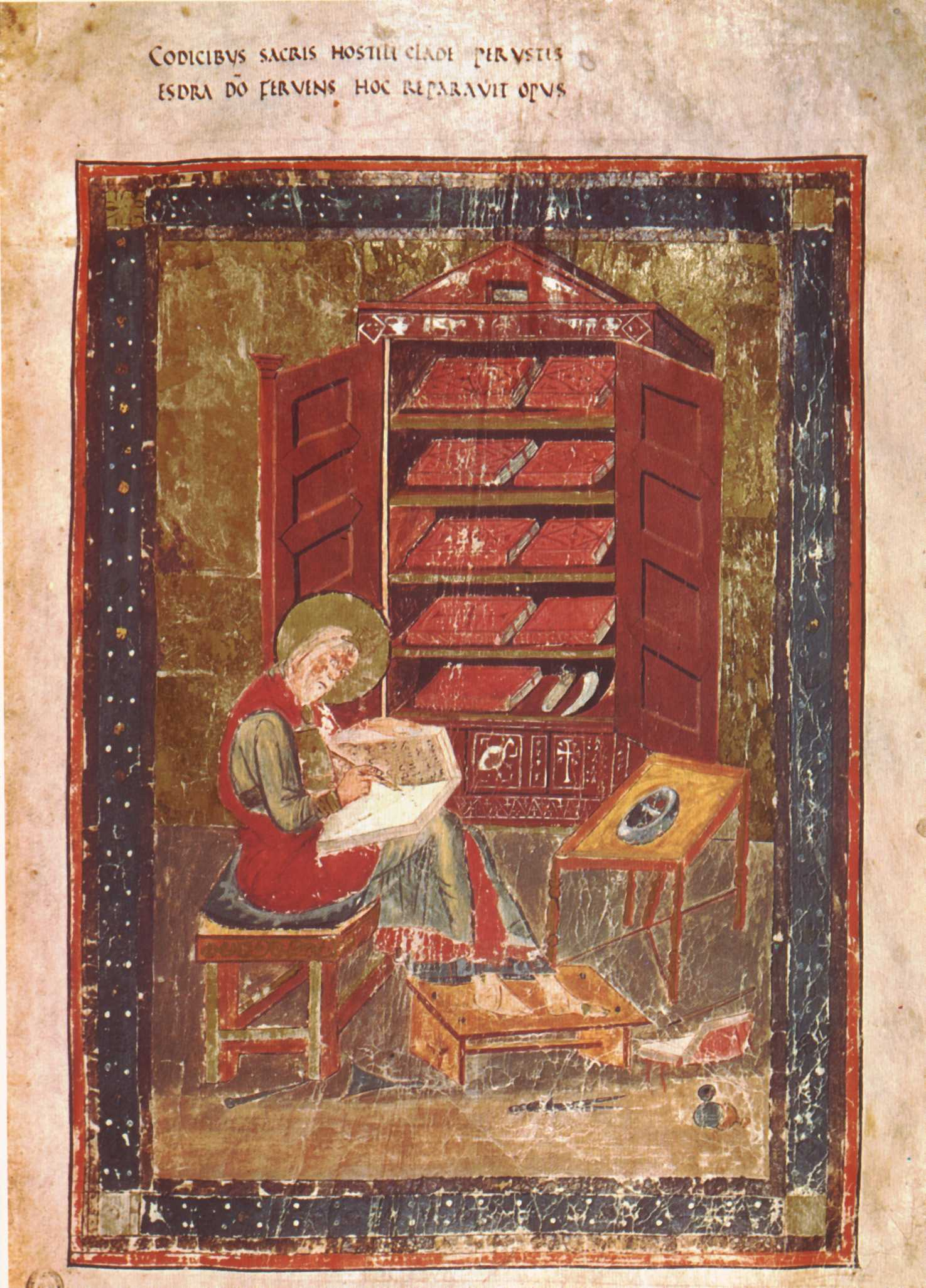
Ezra, illustration du Codex Amiatinus.

Suivant Jean-Christophe Attias, « tout juif croyant d'aujourd'hui comme d'hier tient en principe que le texte biblique actuellement entre nos mains est d'une intégrité sans faille ». Marc-Alain Ouaknin explique que pour ces croyants « la plupart des livres bibliques ont d'abord été transmis oralement, de génération en génération, jusqu'à ce qu'ils soient mis par écrit à une époque bien plus tardive […] Ce sont les hommes de la Grande Assemblée créée par Ezra qui, au Ve siècle av. J.-C. mirent en forme le texte définitif de la Bible hébraïque. Ils recueillirent les textes existants et écrivirent aussi de nombreux livres ».

### Exégèse dans le christianisme
La Bible chrétienne se compose de l'Ancien Testament et du Nouveau Testament. Sa lecture peut différer entre les diverses branches du christianisme. C'est pourquoi les études bibliques comportent une branche, l'herméneutique, qui s'attache à l'interprétation des Écritures, pendant que l'exégèse historico-critique est en constant développement depuis le XVIIIe siècle, d'abord dans le protestantisme, puis dans le catholicisme à partir du XXe siècle.

#### Catholicisme

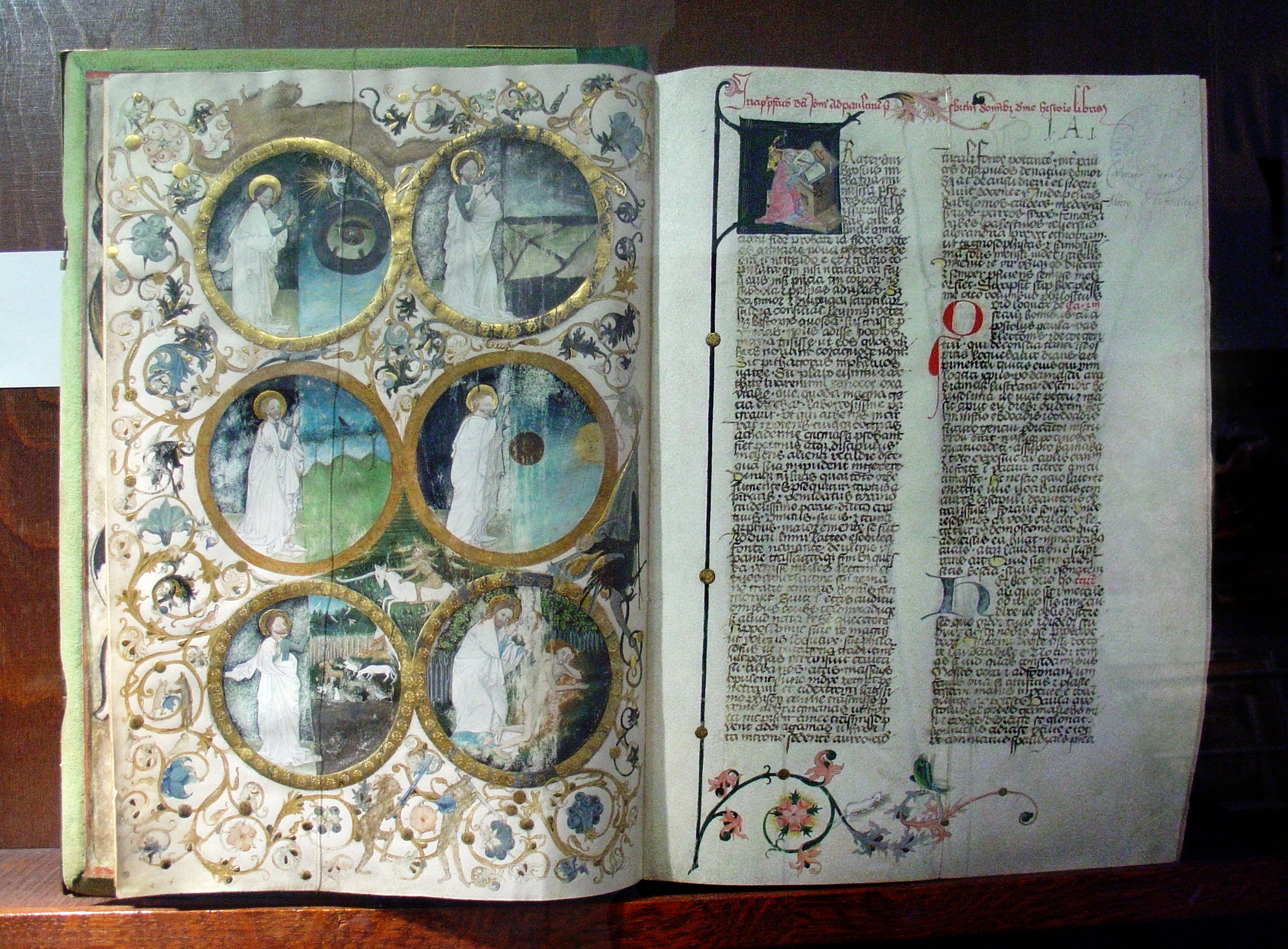
La Création du monde en six jours, enluminure de la Bible de Jan de Selmberk (1440), bibliothèque du monastère de Strahov, Prague.

L'Écriture parvient aux catholiques par deux canaux qui se rattachent au témoignage apostolique : les Écritures et les Traditions non écrites, transmises et conservées dans la continuité de la vie de l'Église. Le rôle du magistère de l'Église est de conserver cette tradition. Le concile de Trente insiste sur cette double source de la foi. Pour le philosophe et théologien catholique Xavier Tilliette, « la Bible est un ouvrage complexe et même scellé. Le Livre des livres est un livre de livres. Il est donc susceptible d'interprétation, il ne va pas sans une herméneutique. La Parole de Dieu […] s'est faite parole humaine, astreinte à la compréhension. Il n'y a pas d'acheminement direct à la Bible, il faut toujours une médiation au moins implicite : traduction, exégèse, histoire, genres littéraires, étude des styles, typologie, connaissance de la Tradition, lectio divina »…
Le document de référence du magistère romain sur l'exégèse biblique est L'Interprétation de la Bible dans l'Église, texte publié en 1993 par la Commission biblique pontificale qui présente diverses méthodes d'analyse. La première est l'approche historico-critique, jugée indispensable à tout travail scientifique. S'ensuit une étude de douze types d'approches recommandées, avec une évaluation de l'intérêt et des limites de chacune. La lecture fondamentaliste de la Bible est définie comme contraire à toute méthode scientifique, enracinée dans une idéologie non biblique, et même dangereuse.

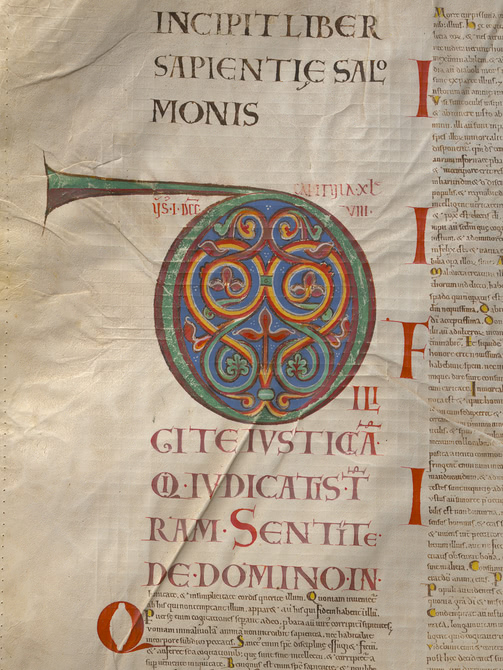
Enluminure du Codex Gigas (XIII)

L'acceptation puis la recommandation de l'exégèse scientifique ne se sont pas faites sans difficulté chez les catholiques. Au XIXe siècle, les avancées de la critique historique de la Bible ont été froidement accueillies.
Conscient du retard des catholiques dans ce domaine, le dominicain Marie-Joseph Lagrange réagit en fondant l'École biblique de Jérusalem en 1890. Parallèlement, l'encyclique Providentissimus Deus de Léon XIII exhorte les fidèles à prendre part aux recherches exégétiques. Toutefois, il en limite de beaucoup la portée en réaffirmant la doctrine de l'inerrance biblique et en refusant aux rédacteurs de la Bible le statut d'auteurs à part entière. L'exégèse catholique commence cependant à sortir de sa torpeur, jusqu'au moment où l'École biblique de Jérusalem est jugée trop « moderniste ».
Avec le décret Lamentabili Sane Exitu et l'encyclique Pascendi Dominici gregis qui condamnent le modernisme dans l'Église catholique, le pontificat de Pie X fige durablement l’exégèse catholique. Dès lors plongés dans la « crise moderniste », les débats se concentrent sur les déclarations d'Alfred Loisy qui se voit excommunié en 1908. Rome interdit également de publication les travaux du père Lagrange. Après une période d'intenses conflits avec le magistère romain, et sous l'influence de ceux qui ont eu part à ces débats, le monde catholique prend à nouveau conscience de son retard en matière d'exégèse biblique. En 1943, le pape Pie XII a réaffirmé l'importance de l'exégèse avec l'encyclique Divino Afflante Spiritu.
Jusqu'au concile Vatican II, la grande majorité des fidèles connaît la Bible surtout par des citations dans des ouvrages de piété tels que L'Imitation de Jésus-Christ, comme c'est le cas pour Thérèse de Lisieux. Au sortir de la Seconde Guerre mondiale, la diffusion de traductions annotées et commentées de la Bible encourage les fidèles à lire la Bible en tenant compte des connaissances historiques sur le texte et sur le milieu biblique. En français, la première initiative de ce genre est due au cardinal Achille Liénart, avec la publication en 1951 de la Bible dite « du cardinal Liénart ». Cette traduction est rapidement éclipsée par celle de l'École biblique de Jérusalem, appelée Bible de Jérusalem, dont la première édition en un volume paraît en 1956. La constitution dogmatique Dei Verbum de Vatican II met fin aux querelles sur l'exégèse dans le monde catholique, tandis que les méthodes historico-critiques sont progressivement encouragées, jusqu'à être déclarées indispensables par le magistère romain.

#### Protestantisme

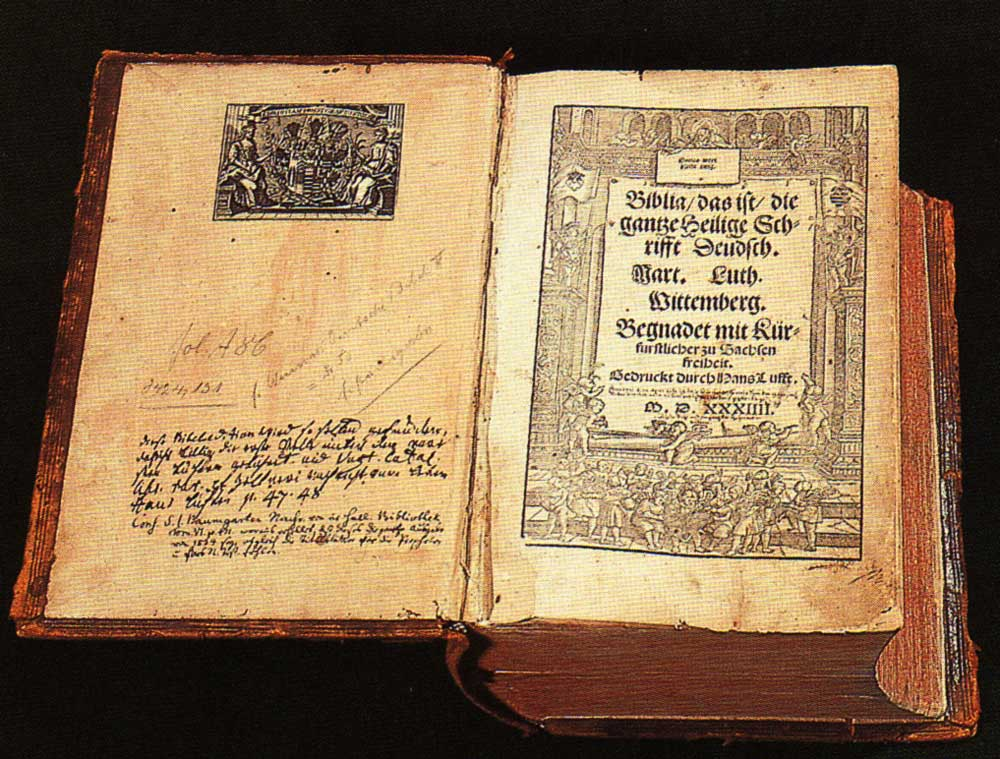
La Bible de Luther, 1534.

Tous les protestants se reconnaissent dans, voire se définissent par la Sola scriptura, expression latine signifiant « par l'Écriture seule » et affirmant que la Bible est l'autorité ultime et unique à laquelle les chrétiens et l'Église doivent se soumettre, pour leur foi et dans leur vie chrétiennes.
À l'époque de Luther, il s'agissait surtout de s'opposer aux décrets parfois abusifs provenant des prélats, des conciles ou du pape. Aujourd'hui, la lecture de la Bible éclairée par le Saint Esprit, reste pour les protestants la seule source de la Révélation, position qui s'oppose au dogme catholique d'une Révélation continue de Dieu à son Église guidée par l'Esprit, comme à la croyance orthodoxe d'une vérité issue du consensus des fidèles guidés par le même Esprit.
Même s'il figure en tête des professions de foi de plusieurs dénominations issues de la Réforme, le principe de la Sola scriptura n'empêche pas que des divergences importantes se soient fait jour parmi les protestants quant à l'interprétation plus ou moins littérale de la Bible.
Du fait de l'importance qu'il confère au texte biblique, le protestantisme est à l'origine de nombreuses nouvelles traductions de la Bible en langue vulgaire, pour rendre accessible le message évangélique, à commencer par la Bible d'Olivétan et par la Bible de Luther, mais il est aussi, dès le XIXe siècle, à l'origine du renouveau de l'exégèse biblique, notamment au XIXe siècle, de méthodes d'analyse historico-critique et de nombreuses études des textes originaux. Depuis la Réforme, chaque pasteur protestant étudie le grec ancien et l'hébreu biblique. Le protestantisme a de ce fait constitué une importante incitation à l'apprentissage de la lecture de la Bible.

## Traductions et diffusion

### Traductions
La Vulgate de Jérôme de Stridon, réalisée au tournant du IVe et du Ve siècle, se répand dans le christianisme occidental tout en restant en concurrence avec la Vetus Latina jusqu'au XIIIe siècle. Cependant, le latin est de moins en moins compris par les populations du Moyen Âge, tandis que l'on continue de lire la Bible dans cette langue lors des messes.
Des traductions partielles en langues vernaculaires apparaissent vers le XIIe siècle, mais elles sont le fait de courants chrétiens dissidents comme les vaudois ou les cathares. Le pape Innocent III s'oppose à ces traductions. Plusieurs conciles ultérieurs confirment cette décision, notamment le concile de Toulouse (1229). Néanmoins, les rois de France disposent souvent de versions en français à partir du XIIIe siècle. L'une de ces premières traductions est la Bible historiale de Guyart des Moulins en 1297.

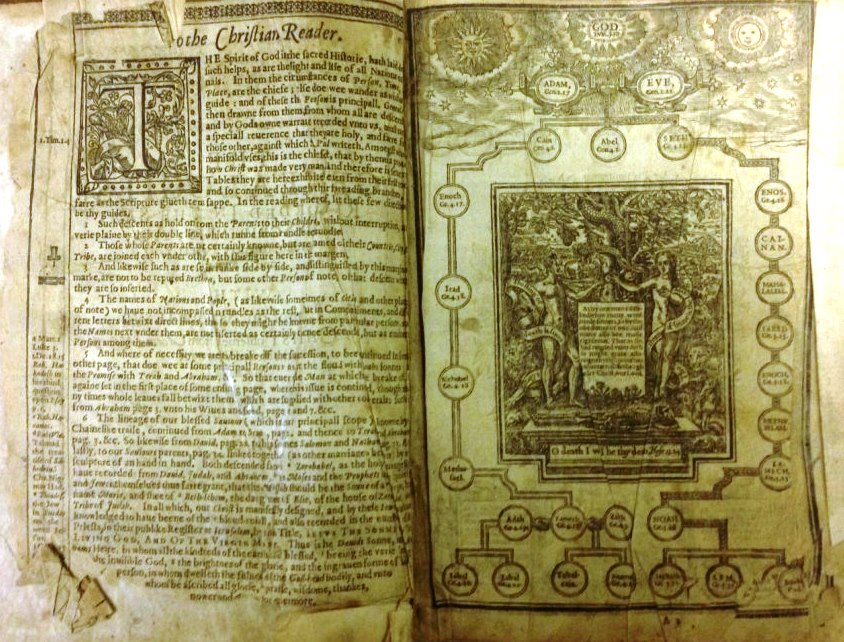
Fascicule des "Genealogies Recorded in the Sacred Scriptures" (1611), œuvre du cartographe Anglais John Speed, ici relié dans une édition octavo de 1612 de la Bible du roi Jacques.

Il faut attendre la Renaissance aux XVe et XVIe siècles pour que les traductions se multiplient. Le premier livre qui soit sorti des presses de Gutenberg est la Vulgate, en 1455.
La plus ancienne traduction complète de la Bible en français à partir du latin est celle de Lefèvre d'Étaples en 1523 et 1528. La Bible de Dietenberger est la première Bible catholique en allemand, imprimée à Mayence en 1534.
Les Bibles de la Réforme protestante suivent de peu l'invention de l'imprimerie. Contrairement à la tradition catholique, elles ne partent pas de la Vulgate : elles traduisent directement les textes d'origine, rédigés en hébreu pour l'Ancien Testament ; et se fondent pour le Nouveau Testament sur le texte grec rétabli par Érasme (Novum Instrumentum omne). La Bible de Luther paraît en 1522 pour le Nouveau Testament et en 1534 pour l'Ancien Testament. En raison de son caractère novateur sur le plan linguistique et de sa forte diffusion, elle est considérée comme fondatrice de la langue allemande moderne. Les autres versions protestantes sont, en français, la Bible d'Olivétan (1535) et, en anglais, la Bible Tyndale à partir de 1525. Cependant, l'Église d'Angleterre publie en 1568 sa Bible des Évêques. Mais ces versions anglophones sont bientôt supplantées par la King James (1611), qui va demeurer pendant plusieurs siècles la principale référence de l'anglicanisme.
La Vulgate latine est « canonisée » comme version « authentique » de la Bible par l'Église catholique lors du concile de Trente (1545-1563), en réaction aux critiques des philologues depuis Lorenzo Valla et aux versions issues de la Réforme. La Vulgate sixto-clémentine, version révisée scientifiquement à partir de la Bible de Louvain (1550), paraît au terme d'intenses débats sur l’intégration, ou non, de la comma johannique.
La première traduction en espagnol date de 1569, et celle en italien de 1607 (par Giovanni Diodati). Tant les catholiques que les protestants réalisent ensuite de nombreuses traductions en langues vernaculaires.

### Le livre le plus diffusé au monde

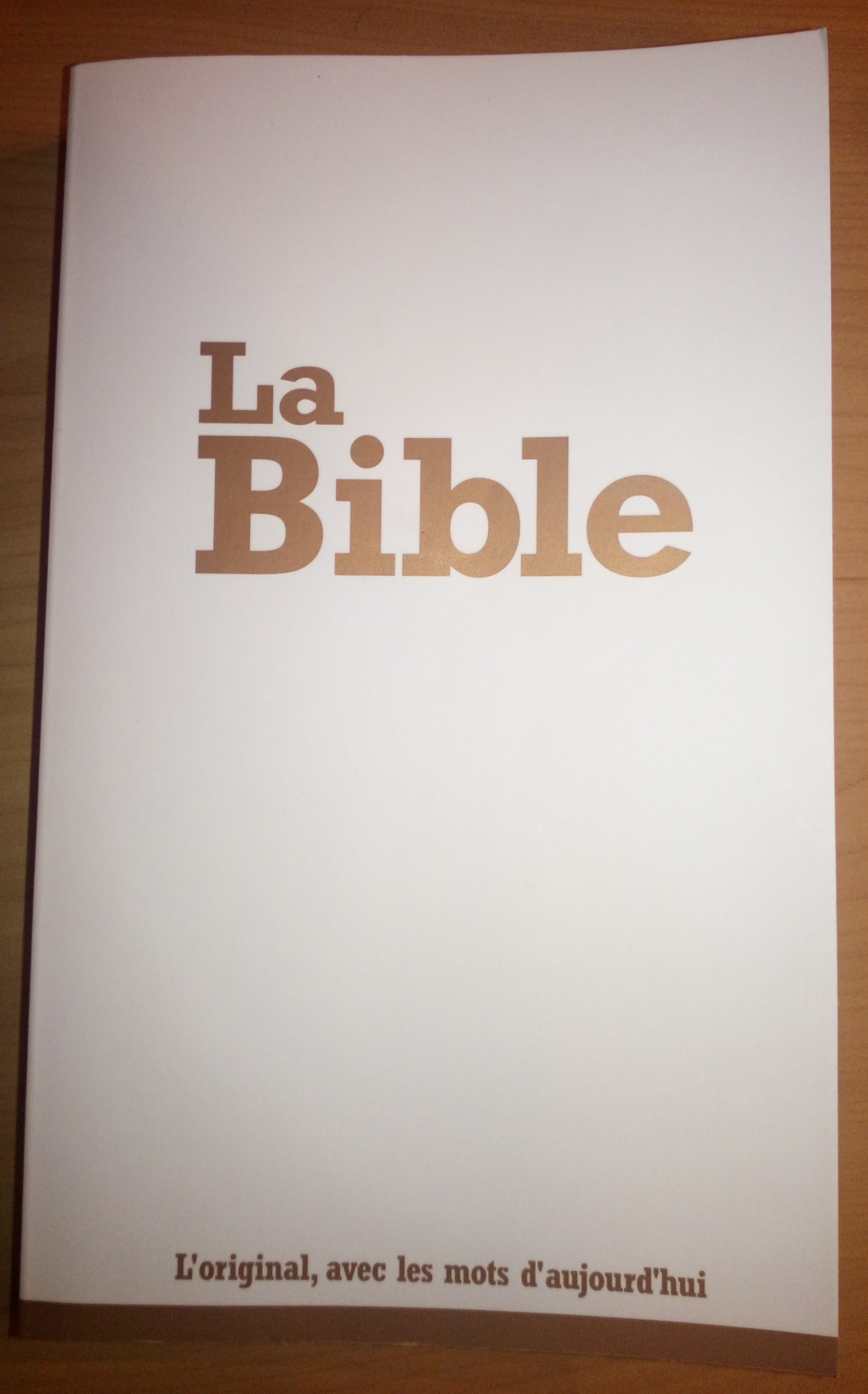
Le best-seller de tous les temps.

Selon des estimations de 2006, environ 25 millions d'exemplaires de la Bible seraient vendus chaque année,. De nombreux chiffres, colportés par les livres et magazines mais manquant de fiabilité, donnent une autre estimation : de 2,5 à 6 milliards de Bibles ont été distribuées (le chiffre bas estimant le nombre d'exemplaires imprimés tandis que le chiffre haut prenant en compte les exemplaires donnés),. Aucun ouvrage à travers le monde n'a jamais eu un tirage aussi important et constant au fil des siècles, la Bible dépassant le Petit Livre rouge (plus d'un milliard d'exemplaires) de Mao et le Coran (800 millions d'exemplaires).
D’après une étude de 2008, 75 % des Américains, 38 % des Polonais et 21 % des Français déclarent avoir lu au moins un passage de la Bible au cours de l’année passée. La déchristianisation, inégale selon les régions, se traduit par des attitudes différentes à l'égard de la Bible : plus de la moitié des Français ne possède pas de Bible chez eux, contre 15 % des Polonais et 7 % des Américains.
En 2020, selon l'Alliance biblique universelle, la Bible intégrale a été traduite en 704 langues parlées au total par 5,7 milliards de personnes.

### Adaptations en bande dessinée
La Bible fait l'objet de nombreuses adaptations en bande dessinée. L'hebdomadaire Bayard publie une Histoire sainte hebdomadaire. L'Histoire du peuple de Dieu est publiée en fascicules de 1979 à 1985, par les éditions du Bosquet, avec comme dessinateurs Pierre Brochard, Musquera, Noël Gloesner, Pierdec, et d'autres. La Bible en BD est publiée par Dargaud, avec un texte de Claude Moliterni et des illustrations notamment de Jesús Blasco, Brocal Remohi.
Les éditions Larousse publient Découvrir la Bible en 1983-1984. Les auteurs en sont Marcello, Poivet, Victor de la Fuente, Bielsa, Serpieri, Frisano, tous des « grands noms de la bande dessinée contemporaine » selon Henri Filippini qui juge que le résultat est « un chef-d'œuvre ». Une Fresque biblique est publiée en 1987-1988 par les éditions du Lombard. Le dessinateur Jean Torton en signe les illustrations.
La Bible Manga est due à l'initiative de la Société biblique japonaise ; Kozumi Shinozawa en illustre les premiers volumes, l'adaptation du Nouveau Testament à partir de 2006,. Elle est traduite en quarante langue, dont la traduction française qui commence à paraître en 2008, est saluée par la critique et reçoit plusieurs prix. Après les deux volumes du Nouveau Testament, l'Ancien Testament est illustré par Ryō Azumi en trois volumes.